# Oxytropis acanthacea
Oxytropis acanthacea är en ärtväxtart som beskrevs av Boris Alexandrovich Jurtzev. Oxytropis acanthacea ingår i släktet klovedlar, och familjen ärtväxter. Inga underarter finns listade i Catalogue of Life.